# Rondeñas
La rondeña è un palo del flamenco originario della località malagueña di Ronda.
Come per il resto dei palos del flamenco provenienti da Malaga, la rondeña è anteriore allo stesso flamenco e venne a incorporarsi allo stesso durante il XIX secolo.

## Storia
Ha la sua origene nel fandango malagueño 
Secondo gli esperti, il suo nome non deriva dal giro della ronda notturna così come alcuni credono, bensì unicamente trae la sua origine dalla cittadina di Ronda.
Si espanse enormemente per tutta l'Andalusia durante il XIX secolo, in modo tale che numerosi turisti stranieri dell'epoca ne fecero riferimento, raccontadola dopo i loro viaggi.

## Cante
Il cante si è evoluto negli ultimi tempi, essendo meno sovraccaricato di melismi e un po' più lento in principio. È una composizione senza compás, "ad libitum" e i cui testi (letras) molto si identificano con la vita campestre. Si tratta di una strofa (copla) di quattro versi ottonari generalmente con rima consonante, che si convertono in cinque per la normale ripetizione del secondo, o anche senza ripetizione.

## Baile
Il suo ballo, carente inizialmente di compás, presenta un compás abandolao . Altri presero il ritmo del taranto, presentando notevoli similitudini con questo, essendo la rondeña, nonostante tutto, più aperta ed evocatrice.

## Interpreti
Tra i suoi massimi rappresentanti si trovano: Miguel Borrull padre, essendone uno dei precursori e Ramón Montoya, essendo questo il primo grande interprete che ne ingrandì lo stile.
Già nel XX secolo emergeva Manolo Sanlúcar nel toque  e cantaores  come Fosforito, Antonio de Canillas, Alfredo Arrebola, Jacinto Almadén, Juan de la Loma, Enrique Orozco, Antonio Ranchal, Rafael Romero, José Menese e Cándido de Málaga.